# Gerardo Barbero
Gerardo Fabián Barbero (* 21. August 1961 in Lanús, Argentinien; † 4. März 2001 in Budapest) war ein argentinischer Großmeister im Schach. 
Barbero wurde 1978 Vierter bei der Jugendweltmeisterschaft U18. Im Jahre 1984 gewann er die argentinische Meisterschaft. Bei den Schacholympiaden 1978 in Buenos Aires (in der zweiten argentinischen Mannschaft), 1984 in Thessaloniki, 1986 in Dubai, 1988 in Thessaloniki, 1990 in Novi Sad und 1994 in Moskau spielte er für Argentinien, außerdem gewann er mit Argentinien 1985 die Panamerikanische Mannschaftsmeisterschaft in Villa Gesell und nahm im gleichen Jahr an der Mannschaftsweltmeisterschaft in Luzern teil. Im Jahre 1986 erhielt er den Titel Internationaler Meister  und 1987 den eines Großmeisters.
Er spielte bei mehreren Vereinen in der Schweiz und in Österreich:
- 1986–1993 Münster Bern
- 1994–1997 Schwarz-Weiss Bern
- 1998–2000 Schachklub Bern
- 1989–1996 Inter Salzburg
- 1997–1998 SC Ratten

Seit 1986 lebte er in Budapest, war verheiratet mit Katalin Molnar und hatte einen Sohn Janos Americo. Gerardo Barbero starb 2001 an Krebs.
| Hier fehlt eine Grafik, die leider im Moment aus technischen Gründen nicht angezeigt werden kann. Wir arbeiten daran! |